# Abney-Effekt

Abney-Effekt

Der Abney-Effekt beschreibt die wahrgenommene Farbtonverschiebung, die auftritt, wenn weißes Licht zum Licht einer monochromatischen Lichtquelle hinzugefügt wird. Er wurde erstmals vom englischen Chemiker und Fotografen Sir William de Wiveleslie Abney im Jahr 1909 beschrieben.

## Beschreibung
Wenn zu einer monochromatischen (also „einfarbigen“) Lichtquelle weißes Licht hinzufügt wird, wird die Lichtquelle „entsättigt“. Dies wird durch das menschliche Sehsystem als Farbtonveränderung wahrgenommen. Diese Veränderung erfolgt für verschiedene Farben in unterschiedlichem Maß. Eine weiße Lichtquelle kann beispielsweise durch die Kombination von rotem, blauem und grünem Licht erstellt werden. Sir Abney zeigte, dass die Ursache für die scheinbare Veränderung des Farbtons das rote und grüne Licht dieser Lichtquelle sind. Hierbei hatte der blaue Lichtanteil des weißen Farbtons keine Auswirkung auf den Abney-Effekt.

## Psychologischer Aspekt
Das visuelle System besteht aus einem chromatischen neuronalen Kanal und einem achromatischen neuronalen Kanal. Hierbei besteht der chromatische Kanal aus einem rot-grünen und einem blau-gelben Unterkanal und ist für die Farberkennung zuständig. Der achromatische Kanal ist für die Luminanz, auch bekannt als weiß-schwarz Erkennung, verantwortlich. Der Farbton bzw. die Farbsättigung wird durch die Aktivität im achromatischen Kanal bestimmt. Der achromatische verfügt über eine schnellere Reaktionszeit als der chromatische neuronale Kanal unter den meisten Bedingungen. Die Funktionen der Kanäle sind aufgabenabhängig.
So können beispielsweise zwei verschiedene Fähigkeiten von den Kanälen als eine fungieren. Wenn ein farbiger Stimulus mit einem weißen summiert wird, werden sowohl der chromatische und der achromatische Kanal aktiviert. Hierbei wird der achromatische Kanal über eine etwas verlangsamte Reaktionszeit verfügen, da er sich auf die unterschiedliche Leuchtdichte anpassen muss. Trotz dieser verzögerten Antwort wird die Geschwindigkeit des achromatischen Kanals immer noch schneller als die Geschwindigkeit und die Reaktion des Farbkanals sein.
Unter diesen Bedingungen von summierten Impulsen wird die Größe des durch den achromatischen Kanal emittierten Signals stärker sein als das Signal des chromatischen Kanals. Die Kopplung der schnelleren Reaktion mit dem höheren Amplitudensignal aus dem achromatischen Kanal bedeutet, dass die Reaktionszeit wahrscheinlich abhängig von der Luminanz- und Sättigungswerte der Stimuli ist.
Die üblichen Erklärungen für das Farbensehen beschreiben den Unterschied in der Wahrnehmung des Farbtons als elementare Empfindung. Jedoch existieren keine spezifischen physiologischen Beschränkungen oder Theorien bezüglich der Reaktion auf jeden einzelnen Farbton. Ausgehend vom Abney-Effekt nimmt kein Farbton eine besondere Rolle ein, jeder Farbton kann sich durch eine verschiedene Beleuchtung verändern. Es ist immer noch unklar, ob der Abney-Effekt ein eher zufälliger Effekt bei der Farbwahrnehmung ist oder ob er wichtig für die Farbwahrnehmung im Auge ist.

## Trivia
- Im Jahr 1995 wurde ein Patent auf einen Farbdrucker erteilt, der den Abney-Effekt kompensieren soll.[3]
- Der Effekt spielt in den Cockpits von Kampfflugzeugen eine Rolle. Wenn beispielsweise weißes Licht auf die Bildschirme trifft, werden die Farben entsättigt. Somit ist das Bild auf den Bildschirmen schwerer erkennbar.[4]